# هوایی چنان پاک
هوایی چنان پاک (فرانسوی: Un air si pur‎) یک فیلم کمدی-درام فرانسوی به کارگردانی ایو آنژلو است که در سال ۱۹۹۷ منتشر شد.

## گزیدهٔ بازیگران
- فابریس لوکینی
- آندری دوسولیه
- ماری ژیلن
- یولاند مورو
- ژاک بوده
- یژی راجیویوویچ
- ژان-پیر لوری
- ادیت اسکوب
- کریستیانا یاندا
- لائورا بتی
- امانوئل لابوری
- گراژینا ولشچاک
- دومنیکا اوستاووفسکا
- آندژی شنایخ
- یوزف دوریاش